# بوئینگ ایکس-۲۰ داینا-سور
بوئینگ ایکس-۲۰ داینا-سور (انگلیسی: Boeing X-20 Dyna-Soar) (به معنی "بالابرنده پُرتکاپو") برنامه‌ای از نیروی هوایی ایالات متحده آمریکا برای توسعه یک هواپیمای فضایی بود که می‌توانست برای طیف وسیعی از مأموریت‌های نظامی، از جمله عملیات شناسایی هوایی، بمب‌افکنی، نجات فضایی، تعمیر و نگهداری ماهواره و به عنوان یک رهگیر فضایی برای خرابکاری ماهواره‌های دشمن، مورد استفاده قرار گیرد. این برنامه از ۲۴ اکتبر ۱۹۵۷ تا ۱۰ دسامبر ۱۹۶۳ ادامه داشت، ۶۶۰ میلیون دلار آمریکا (۶٫۳۱ میلیارد دلار به قیمت روز) هزینه داشت و درست پس از شروع ساخت فضاپیما لغو شد.
سایر فضاپیماهای در حال توسعه در آن زمان، مانند مرکوری یا وستوک، محفظه‌های فضایی با برنامه بازگشت بالیستیک بودند که به فرود با چتر نجات ختم می‌شد. داینا-سور بیشتر شبیه یک هواپیما بود. این فضاپیما می‌توانست با سرعت یک موشک بالیستیک قاره‌پیما به اهداف دوردست سفر کند، برای فرود مانند یک هواپیما تحت کنترل خلبان طراحی شده بود و می‌توانست در یک فرودگاه فرود آید. داینا-سور همچنین می‌توانست مانند محفظه‌های فضایی سرنشین‌دار متعارف به مدار زمین برسد.
این ویژگی‌ها داینا-سور را به یک مفهوم بسیار پیشرفته‌تر از سایر مأموریت‌های پرواز فضایی انسانی در آن دوره تبدیل کرد. تحقیق در مورد هواپیمای فضایی خیلی بعدتر در سایر فضاپیماهای قابل استفاده مجدد مانند شاتل فضایی (۱۹۸۱–۲۰۱۱) و فضاپیماهای جدیدتر بوئینگ ایکس-۴۰ و ایکس-۳۷بی به ثمر رسید.